# Премия Фалкерсона

Премия Фалкерсона — научная награда за выдающиеся работы в области дискретной математики, вручаемая совместно Обществом математической оптимизации (MOS) и Американским математическим обществом (AMS) на международном симпозиуме MOS, который проходит раз в три года. На каждом таком мероприятии объявляется более трёх номинаций, каждая из которых может включать нескольких учёных. Размер премии — полторы тысячи долларов, изначально выплачивалась из фонда, организованного друзьями Делберта Рея Фалкерсона после его смерти для поддержки математических работ в его области.

## Лауреаты премии
| Год  | Лауреаты                                                                 | За что присуждена премия |
| ---- | ------------------------------------------------------------------------ | --- |
| 1979 | Ричард Карп                                                              | за классификацию многих важных NP-полных задач |
| 1979 | Кеннет Аппель Вольфганг Хакен                                            | за решение задачи четырёх красок |
| 1979 | Пол Сеймур                                                               | за обобщение теоремы Форда — Фалкерсона на матроиды |
| 1982 | Давид Юдин Аркадий Немировский Леонид Хачиян                             | за метод эллипсоидов в линейном программировании |
| 1982 | Георгий Егорычев Дмитрий Фаликман                                        | за доказательство гипотезы ван дер Вардена о перманенте дважды стохастической матрицы                                                                        |
| 1982 | Мартин Грётшель Ласло Ловас Александр Схрейвер                           | за метод эллипсоидов в комбинаторной оптимизации |
| 1985 | Йозеф Бек                                                                | за оценку границ расходимости целочисленных последовательностей                                                                                              |
| 1985 | Хендрик Ленстра                                                          | за эффективный метод решения целочисленных программ с помощью геометрии чисел                                                                                |
| 1985 | Юджин Лукс                                                               | за полиномиальный алгоритм определения изоморфных графов ограниченной степени                                                                                |
| 1988 | Эва Тардош                                                               | за решение задачи о потоке минимальной стоимости алгоритмом сильно полиномиальной сложности                                                                  |
| 1988 | Нарендра Кармаркар                                                       | за алгоритм Кармаркара |
| 1991 | Мартин Дайер Алан Фриз Равиндран Каннан                                  | за блуждающий алгоритм оценки объёма выпуклых тел |
| 1991 | Альфред Леман                                                            | за аналоги бинарных матриц в теории совершенных графов |
| 1991 | Николай Мнёв                                                             | за теорему универсальности о том, что любое полуалгебраическое множество эквивалентно пространству реализаций ориентированного матроида                      |
| 1994 | Луис Бильера                                                             | за нахождение базисов пространства частично-полиномиальных функций                                                                                           |
| 1994 | Гиль Калай                                                               | за работу над гипотезой Хирша |
| 1994 | Нейл Робертсон                                                           | за шестицветное решение гипотезы Хадвигера |
| 1997 | Чон Хан Ким                                                              | за асимптотический анализ чисел Рамсея R(3,t) |
| 2000 | Мишел Хуманс Дэвид Уильямсон                                             | за алгоритмы аппроксимации в полуопределённом программировании                                                                                               |
| 2000 | Мишель Конфорти Жерар Корнюэжоль Менду Рао                               | за алгоритм распознавания сбалансированных бинарных матриц за полиномиальное время                                                                           |
| 2003 | Джеймс Гейлен Берт Герардс Аджай Капур                                   | за GF(4)-решение гипотезы Роты для матроидных миноров |
| 2003 | Бертран Гьюнин                                                           | за характеризацию запрещённых миноров слабо двудольных графов                                                                                                |
| 2003 | Сатору Ивата Лиза Фляйшер Сатору Фудзисигэ Лекс Схрейвер                 | за доказательство сильной полиномиальности субмодулярной минимизации                                                                                         |
| 2006 | Маниндра Агравал Нирадж Каял Нитин Саксена                               | за тест Агравала — Каяла — Саксены |
| 2006 | Марк Еррум Алистер Синклер Эрик Вигода                                   | за аппроксимацию перманента |
| 2006 | Нейл Робертсон Пол Сеймур                                                | за теорему Робертсона — Сеймура |
| 2009 | Мария Чудновская Нейл Робертсон Пол Сеймур Робин Томас                   | за теорему о сильно идеальных графах |
| 2009 | Дэниэл Спилмен Тэн Шанхуа                                                | за сглаженный анализ алгоритмов линейного программирования                                                                                                   |
| 2009 | Томас Хейлс Самуэль Фергюсон                                             | за доказательство гипотезы Кеплера для самой плотной упаковки шаров                                                                                          |
| 2012 | Санджив Арора Сатиш Рао Умеш Вазирани                                    | за снижение сложности алгоритма аппроксимации разделителей графов                                                                                            |
| 2012 | Андерс Йохансон Джефф Кан Ву Ха Ван                                      | за определение границы плотности дуг, с которой случайный граф может быть покрыт непересекающимися копиями данного меньшего графа                            |
| 2012 | Ласло Ловас Балаш Сегеди                                                 | за оценку кратности подграфов в последовательностях плотных графов                                                                                           |
| 2015 | Франсиско Сантос                                                         | за контрпример к гипотезе Хирша |
| 2018 | Питер Аллен Юлия Бёттхер Саймон Гриффитс Ёсихару Кохаякава Роберт Моррис | за работу «Хроматические пороги графов» (англ. The chromatic thresholds of graphs)                                                                           |
| 2018 | Томас Ротвосс                                                            | за работу «Совпадающий политоп имеет экспоненциальную сложность расширенной формулировки» (англ. The Matching Polytope has Exponential Extension Complexity) |
| 2021 | Бела Чаба Даниэла Кюн Аллан Ло Дерек Остус Эндрю Треглоу                 | за доказательство гипотезы об 1-факторизации и гипотез о гамильтоновых разложениях                                                                           |
| 2021 | Цай Цзинь Си Чэнь                                                        | за определение сложности вычисления статистических сумм |
| 2021 | Кен-Ити Каварабаяси Миккель Торуп                                        | за разработку детерминированного алгоритма определения рёберной связности                                                                                    |
| 2024 | Бен Кузен Сантош Вемпала                                                 | за технику гауссова охлаждения и {\displaystyle O^{*}(n^{3})}-алгоритмы вычисления объёма и гауссова объёма                                                  |
| 2024 | Цзылинь Цзян Джонатан Тайдор Юань Яо Шэнтун Чжан Юйфэй Чжао              | за работу по равноугольным прямым под заданным уголом |
| 2024 | Натан Келлер Ноам Лифшиц                                                 | за метод хунты для гипеграфов и решение симплектической гипотезы Эрдёша — Хватала                                                                            |